# Dieder
Dieder je vrsta poliedra, ki ga sestavljata dva mnogokotnika, ki imata skupno množico robov. V tri razsežnem evklidskem prostoru je izrojen, če so vse njegove stranske ploskve ravne. V tri razsežnem sfernem prostoru si dieder z ravnimi stranskimi ploskvami  lahko predstavljamo kot lečo. To pa je osnovna domena prostora leč L(p,q) .  

## Kot tlakovanje na sferi
Kot sferno tlakovanje lahko dieder obstoja kot neizrojena oblika z dvema n-kotnima stranskima ploskvama, ki pokrivata sfero. Vsaka stranska ploskev je polobla in oglišča naokoli so veliki krog.
Pravilni polieder {2,2} je sebi dualen in je hozoeder in dieder.
Zgledi za dieder oziroma sferno tlakovanje
|  |  |  |  |

## Ditopi
Pravilni ditop je n razsežni analog diedra s Schläflijevim simbolom {p,...q,r,2}. Ima dve faceti{p,...q,r},  ki so delijo vse grebene {p,...q}.